# Landdekretet

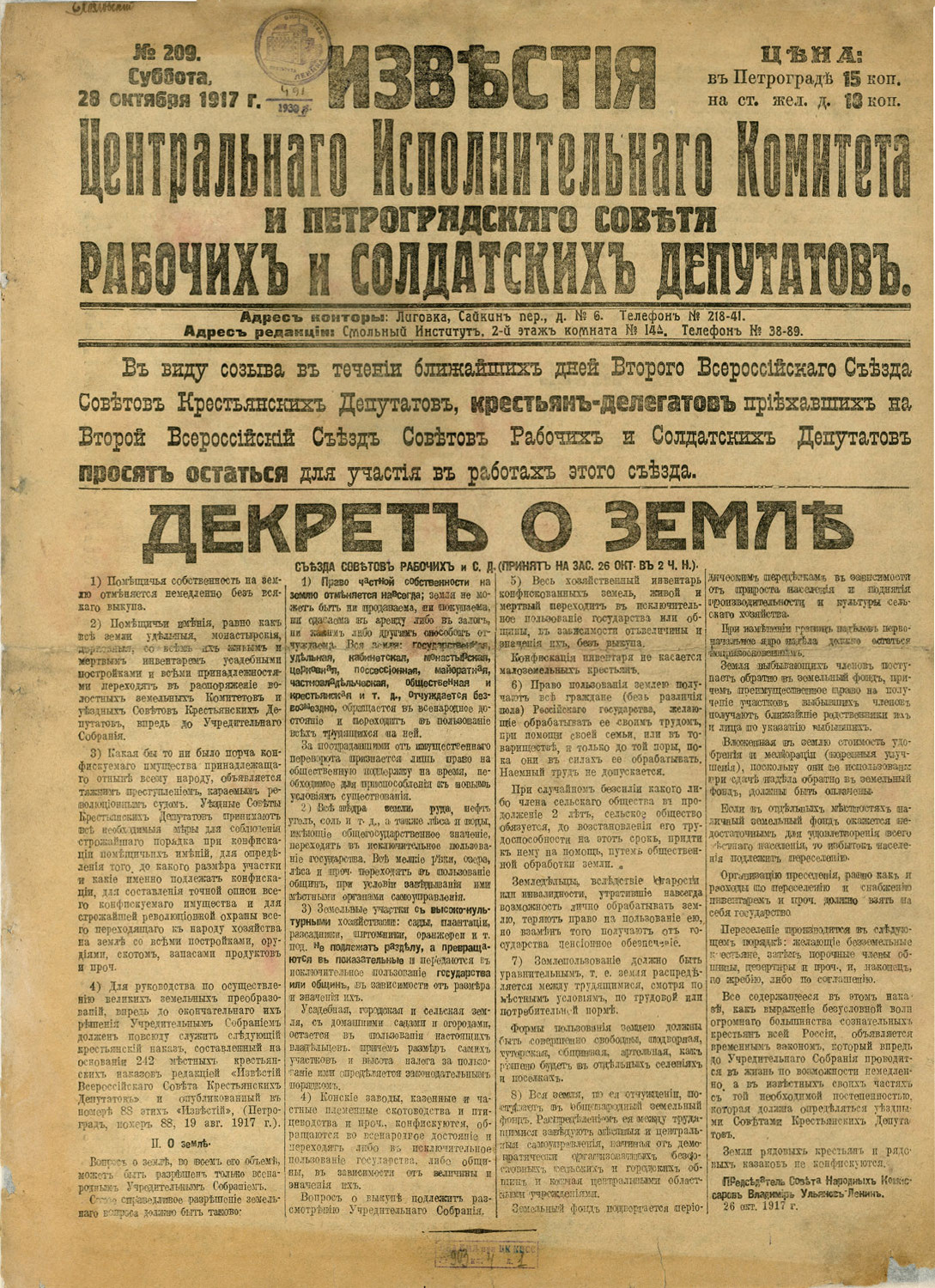
Landdekretet.

Landdekretet (Декретъ о землѣ) författades av Vladimir Lenin och utfärdades av den andra all-ryska kongressen för deputerande från arbetares av soldaters sovjeter 8 november [26 oktober] 1917, efter oktoberrevolutionen i Ryssland. 
Dekretet avskaffade formellt all privatägd jord och distribuerade den mellan bönderna. Privatägd jord syftade vid denna tidpunkt på de större jordegendomar som tillhörde godsägare, adel, kyrka och kloster. Denna jord förklarades som nu tillhörig bönderna. 
Dekretet legitimerade lagligt resultatet av de " agrariska upplopp" som hade utbrutit över överallt på landsbygden i den europeiska delen av Ryssland sedan nyheterna om den ryska revolutionen blev känd i april 1917. Bönderna, som  väntade sig en landreform och var frustrerade över dröjsmålet, tog lagen i egna händer, anföll godsen och delade upp dess mark mellan sig. Detta skedde enligt samma scenario som under ryska bonderesningarna 1905–1906.
Dekret legitimerade därmed vad som i många fall redan hade ägt rum på den ryska landsbygden. Dekret följdes 19 februari 1918 av lagen om socialisering av jord, som utfärdades av All-ryska exekutiva sovjetiska kommittén, och slutligen av 1922 års landkod. Dessa lagar upphävdes alla genom kollektiviseringen i Sovjetunionen från slutet av 1920-talet, när även bönderna förlorade sin egen privatägda jord och jordbruket kollektiviserades. 